# 2022年臺北市議員選舉
臺北市第14屆市議員選舉於2022年（民國111年）11月26日舉行，此次選舉也是2022年中華民國地方公職人員選舉的一部分，與臺北市長第8屆市長選舉和臺北市第14屆里長選舉同時舉行。

## 政治背景

### 上屆選舉結果
| 政党                           | 政党                 | 票数      | %      | 席数 | +/– |
| ------------------------------ | -------------------- | --------- | ------ | ---- | --- |
|                                | 中國國民黨           | 579,435   | 41.99  | 29   | ▲4  |
|                                | 民主進步黨           | 408,853   | 29.63  | 19   | ▼6  |
|                                | 時代力量             | 63,199    | 4.58   | 3    | ▲3  |
|                                | 新黨                 | 61,858    | 4.48   | 2    | ━ 0 |
|                                | 親民黨               | 52,189    | 3.78   | 2    | ━ 0 |
|                                | 社會民主黨           | 35,762    | 2.59   | 1    | ▲1  |
|                                | 民國黨               | 8,675     | 0.63   | 0    | ▼1  |
|                                | 樹黨                 | 6,153     | 0.45   | 0    | ━ 0 |
|                                | 台灣基進             | 3,606     | 0.26   | 0    | ━ 0 |
|                                | 人民民主黨           | 1,362     | 0.10   | 0    | ━ 0 |
|                                | 左翼聯盟             | 1,216     | 0.09   | 0    | ━ 0 |
|                                | 中華民族致公黨       | 947       | 0.07   | 0    | ━ 0 |
|                                | 台灣團結聯盟         | 872       | 0.06   | 0    | ▼1  |
|                                | 公民黨               | 845       | 0.06   | 0    | ━ 0 |
|                                | 中國民主進步黨       | 286       | 0.02   | 0    | ━ 0 |
|                                | 新政世紀黨           | 152       | 0.01   | 0    | ━ 0 |
|                                | 愛心黨               | 115       | 0.01   | 0    | ━ 0 |
|                                | 無黨籍及未經政黨推薦 | 154,473   | 11.19  | 7    | ▲3  |
| 总共                           | 总共                 | 1,379,998 | 100.00 | 63   | 0   |
|                                |                      |           |        |      |     |
| 有效票数                       | 有效票数             | 1,379,998 | 96.97  |      |     |
| 无效及空白票数                 | 无效及空白票数       | 43,129    | 3.03   |      |     |
| 总票数                         | 总票数               | 1,423,127 | 100.00 |      |     |
| 已登记选民／投票率             | 已登记选民／投票率   | 2,158,142 | 65.94  |      |     |
| 资料来源：中央選舉委員會資料庫 |                      |           |        |      |     |

### 議員黨籍變更
| 姓名   | 日期           | 原先政黨 | 原先政黨   | 加入政黨 | 加入政黨   | 所屬選區   | 原因                                                                           |
| ------ | -------------- | -------- | ---------- | -------- | ---------- | ---------- | ------------------------------------------------------------------------------ |
| 鍾小平 | 2019年7月9日   |          | Kuomintang |          | 無黨籍     | 第五選舉區 | 以支持柯文哲參選總統為由退黨，2022年響應「同舟計畫」回復國民黨籍。             |
| 鍾小平 | 2022年2月7日   |          | 無黨籍     |          | Kuomintang | 第五選舉區 | 以支持柯文哲參選總統為由退黨，2022年響應「同舟計畫」回復國民黨籍。             |
| 林國成 | 2019年10月14日 |          | 親民黨     |          | 無黨籍     | 第四選舉區 | 以親民黨無法整合第三勢力為由退黨，隨即代表台灣民眾黨投入2020年不分區立委選舉。 |
| 林國成 | 2019年11月19日 |          | 無黨籍     |          | TPP        | 第四選舉區 | 以親民黨無法整合第三勢力為由退黨，隨即代表台灣民眾黨投入2020年不分區立委選舉。 |
| 林亮君 | 2019年11月8日  |          | 時代力量   |          | 無黨籍     | 第四選舉區 | 以時代力量黨中央無法回應其質問與建言為由退黨。                                 |
| 邱威傑 | 2019年11月14日 |          | 無黨籍     |          | 歡樂無法黨 | 第三選舉區 | 成立歡樂無法黨，2021年該黨因未完成法人登記遭內政部依《政黨法》廢止備案。       |
| 邱威傑 | 2021年2月19日  |          | 歡樂無法黨 |          | 無黨籍     | 第三選舉區 | 成立歡樂無法黨，2021年該黨因未完成法人登記遭內政部依《政黨法》廢止備案。       |
| 黃郁芬 | 2020年8月5日   |          | 時代力量   |          | 無黨籍     | 第一選舉區 | 以不認同時代力量放話文化及雙重標準為由退黨。                                   |
| 林穎孟 | 2020年8月5日   |          | 時代力量   |          | 無黨籍     | 第六選舉區 | 以不認同時代力量放話文化及雙重標準為由退黨。                                   |
| 李慶元 | 2021年1月7日   |          | 無黨籍     |          | 新黨       | 第六選舉區 | 獲黨主席吳成典邀請入黨。                                                       |

### 離職議員紀錄
| 姓名   | 離職時間       | 黨籍 | 黨籍       | 所屬選區   | 原因                                 |
| ------ | -------------- | ---- | ---------- | ---------- | ------------------------------------ |
| 黃珊珊 | 2019年10月16日 |      | 親民黨     | 第二選舉區 | 轉任台北市副市長。                   |
| 高嘉瑜 | 2020年1月31日  |      | DPP        | 第二選舉區 | 轉任臺北市第四選舉區立法委員。       |
| 羅智強 | 2022年5月12日  |      | Kuomintang | 第六選舉區 | 以備戰2022年桃園市市長選舉為由辭職。 |

### 議會黨鞭名單
| 姓名   | 上任時間      | 黨籍 | 黨籍              | 所屬選區   | 頭銜                                           |
| ------ | ------------- | ---- | ----------------- | ---------- | ---------------------------------------------- |
| 秦慧珠 | 2022年3月23日 |      | Kuomintang        | 第三選舉區 | 中國國民黨台北市議會黨團書記長。               |
| 江志銘 | 2022年3月23日 |      | DPP               | 第二選舉區 | 民主進步黨台北市議會黨團總召。                 |
| 潘懷宗 | 2021年1月7日  |      | 新黨              | 第一選舉區 | 新黨台北市議會黨團召集人。                     |
| 苗博雅 | 2020年4月15日 |      | 社會民主黨_(臺灣) | 第六選舉區 | 台北市議會改革政團召集人（與無黨籍議員共組）。 |
| 林國成 | 2021年3月28日 |      | TPP               | 第四選舉區 | 台灣民眾黨台北市黨部主委。                     |

## 提名過程

### 第一選舉區

#### 中國國民黨
初選參選人
- 汪志冰，曾任 新黨第3屆國大代表，2002年加入 親民黨後當選第9屆議員，於任內加入國民黨並成功連任第10屆議員，2010年因初選落敗脫黨參選連任失利[18][19]，2012年因時任議員陳碧峰解職而重返議會並再度連任第12、13屆議員迄今[20]。
- 陳重文，隸屬北投陳家班[21]，2010年首次參選失利[22]，後當選第12、13屆議員迄今。
- 張斯綱，曾任中华民国前副总统蕭萬長幕僚、國民黨中央委员及文傳會副主委，2018年以本區第一高票當選第13屆議員迄今[23]。
- 林杏兒，時任第11屆全國青工會總會長，曾任台北市青工總會長、台北市黨部副主委、北投區青工會長等職[24]，2018年參選本區議員落敗。
- 黃子哲，時任国民党文傳會副主委[25]，2014年參選第二選區議員失利[26]。

初選結果
| 任次 | 候選人 | 性別 | 加權 | 備註/民調成績   | 出線標記 |
| ---- | ------ | ---- | ---- | --------------- | -------- |
| 1    | 張斯綱 | 男   |      | 現任議員        |          |
| 5    | 汪志冰 | 女   |      | 現任議員        |          |
| 2    | 陳重文 | 男   |      | 現任議員        |          |
| 0    | 林杏兒 | 女   |      | 新人初選/63.66% |          |
| 0    | 黃子哲 | 男   |      | 新人初選/56.33% |          |

#### 民主進步黨
初選參選人
- 林世宗，隸屬正國會，時任第13屆議員，曾任第11、12屆議員。
- 陳慈慧，隸屬扁系，時任第13屆議員，曾任第12屆議員，為第8、9、10、11議員陳碧峰女兒。
- 鍾佩玲，隸屬綠色連線，時任第13屆議員，為臺北市第二選舉區立委何志偉兄嫂。
- 陳嘉行，隸屬英系，曾任MOMO親子台主持人，藝名為「焦糖哥哥」[27]。
- 林延鳳，隸屬湧言會，曾任台北市議員阮昭雄辦公室主任、立委莊瑞雄北區服務處執行長。
- 陳賢蔚，隸屬新潮流系，曾任立委吳思瑤服務處主任，2018年參選本區議員落敗[28]。後因潘懷宗遭判刑褫奪公權立即解職而遞補。
- 紀建漢，時任士林區後港里里長。
- 許智全，時任北投區溫泉里里長。

初選結果
| 任次 | 候選人 | 性別 | 加權 | 民調成績 | 出線標記 |
| ---- | ------ | ---- | ---- | -------- | -------- |
| 0    | 林延鳳 | 女   | 10%  | 18.62%   |          |
| 3    | 林世宗 | 男   |      | 16.56%   |          |
| 0    | 陳賢蔚 | 男   |      | 15.34%   |          |
| 1    | 鍾佩玲 | 女   |      | 14.68%   |          |
| 2    | 陳慈慧 | 女   |      | 11.56%   |          |
| 0    | 紀建漢 | 男   |      | 10.96%   |          |
| 0    | 陳嘉行 | 男   | 10%  | 8.59%    |          |
| 0    | 許智全 | 男   |      | 3.71%    |          |

#### 臺灣民眾黨
初選參選人
- 黃瀞瑩，時任臺北市副市長黃珊珊辦公室幕僚，曾任臺北市政府副發言人[29]、媒體事務組組員[30]。
- 陳思宇，曾任立委邱臣遠國會辦公室主任[31]、民眾黨創黨發言人[32]、臺北市政府觀傳局局長、副發言人，為 中國國民黨第2屆國大代表陳安邦孫女、 民主進步黨第9屆立委陳靜敏姪女、時任臺北市議員陳建銘女兒[33][34]。

初選結果
| 任次 | 候選人 | 性別 | 備註 | 出線標記 |
| ---- | ------ | ---- | ---- | -------- |
| 0    | 黃瀞瑩 | 女   |      |          |
| 0    | 陳思宇 | 女   |      |          |

#### 其他候選人
政黨提名
- 侯漢廷，時任 新黨第13屆議員，獲提名競選連任[35]。
- 劉仕傑，時任 時代力量國際部主任，2018年代表社 社會民主黨參選本區議員落敗[36]。
- 王郁揚，時任G 金色力量黨主席[37][38]，2020年以無黨籍參選臺北市第一選舉區立委落敗，曾任 臺灣民眾黨立委國會助理。

獨立參選
- 陳政忠，時任無黨籍第13屆議員，曾代表 中國國民黨當選，後因案以無黨籍參選，曾當選第5-12屆議員，是目前台北市議會最資深的議員。
- 林瑞圖，時任無黨籍第13屆議員，曾代表 民主進步黨當選第6、7屆議員，1998年退黨後當選第4屆立委、第10、11、12屆議員，曾任 人民最大黨創黨副主席[39]。
- 楊靜宇，時任無黨籍第13屆議員，2014年代表 新黨參選本區議員落敗，曾任台北市獸醫師公會理事長[40]。
- 黃郁芬，時任無黨籍第13屆議員，曾任 民主進步黨媒創中心成員[41]、 時代力量台北市議會黨團總召[42]。
- 蘇府庭，時任無黨籍北投區洲美里里長[43]。

不參選連任
- 陳建銘，時任無黨籍第13屆議員，曾代表 中國國民黨當選第3屆國大代表，2001年加入 台灣團結聯盟後當選第5屆立委、第10、11、12屆議員，2018年以未與黨中央取得聯繫為由自行登記參選[44][45]並成功連任，2022年宣布不再競選連任[46]。由女兒陳思宇接棒。
- 潘懷宗，時任 新黨第13屆議員，曾當選第9、10、11、12屆議員，2022年6月15日被法院依照貪污治罪條例判處判刑2年、緩刑5年、褫奪公權5年，臺北市議會依法回溯至7月20日解除潘懷宗的議員職務。

### 第二選舉區

#### 中國國民黨
初選參選人
- 吳世正，時任第13屆議員，曾當選第8、9、10、11、12屆議員。
- 闕枚莎，時任第13屆議員，隸屬南港闕家班[47][48]，2002年以無黨籍首次參選本區議員落敗，加入國民黨後當選第10、11、12、13屆議員迄今，為第4、5、6、7、8屆議員謝英美女兒。
- 游淑慧，時任第13屆議員，曾在郝龍斌麾下擔任 新黨立委國會助理、環保署署長機要秘書、臺北市市長辦公室專委等職[49]。
- 李明賢，時任第13屆議員，曾任國民黨文傳會主委、副主委兼發言人[50][51]。
- 李彥秀，曾任第8、9、10、11、12屆議員、第9屆立委，為第6、7屆議員李金璋女兒、 新黨第9、10屆議員侯冠群妻子。

不參選連任
- 陳義洲，時任第13屆議員，曾任第8、9、10、11、12屆議員，為前臺北市議長陳健治胞弟，2022年宣布不再競選連任[52]。

初選結果
| 任次 | 候選人 | 性別 | 加權 | 備註     | 出線標記 |
| ---- | ------ | ---- | ---- | -------- | -------- |
| 4    | 闕枚莎 | 女   |      | 直接提名 |          |
| 1    | 李明賢 | 男   |      | 直接提名 |          |
| 1    | 游淑慧 | 女   |      | 直接提名 |          |
| 6    | 吳世正 | 男   |      | 直接提名 |          |
| 5    | 李彥秀 | 女   |      | 直接提名 |          |

#### 民主進步黨
初選參選人
- 李建昌，隸屬新潮流系，時任第13屆議員，曾當選第7、8、9、10、11、12屆議員。
- 江志銘，隸屬正國會，時任第13屆議員，曾當選第11、12屆議員。
- 王孝維，隸屬英系，曾任第10、11、12屆議員。
- 何孟樺，隸屬英系，曾任民進黨發言人、台北市黨部主委特助、代理執行長、副執行長等職[53][54]。
- 許菡芸，隸屬民主活水，2018年代表社 社會民主黨[55]參選第五選區議員落敗，曾任無黨籍議員邱威傑辦公室主任、 歡樂無法黨黨綱共同起草人[56]。
- 陳又新，執業律師，2018年代表社 社會民主黨[57]參選本區議員落敗。

初選結果
| 任次 | 候選人 | 性別 | 加權 | 民調成績 | 出線標記 |
| ---- | ------ | ---- | ---- | -------- | -------- |
| 7    | 李建昌 | 男   |      | 20.41%   |          |
| 3    | 江志銘 | 男   |      | 19.14%   |          |
| 3    | 王孝維 | 男   |      | 18.31%   |          |
| 0    | 何孟樺 | 女   | 20%  | 17.97%   |          |
| 0    | 許菡芸 | 女   |      | 14.88%   |          |
| 0    | 陳又新 | 男   |      | 9.29%    |          |

#### 臺灣民眾黨
初選參選人
- 陳宥丞，曾任親民黨前議員黃珊珊辦公室助理、民眾黨發言人、台北市黨部副主委、港湖服務處主任等職[58][59][60]。

初選結果
| 任次 | 候選人 | 性別 | 備註 | 出線標記 |
| ---- | ------ | ---- | ---- | -------- |
| 0    | 陳宥丞 | 男   |      |          |

#### 其他候選人
政黨提名
- 陳志明，時任 時代力量台北黨部主委，2018年參選新北市第三選舉區議員落敗[61]。
- 諶多芬，網路工作者，獲G 金色力量黨提名參選[37]。
- 吳欣岱，心血管外科醫師，時任 台灣基進性別發展部主任，2020年代表基進黨第三名參選不分區立委落敗[62]。

### 第三選舉區

#### 中國國民黨
初選參選人
- 秦慧珠，曾任第6、7屆議員、第4屆立委，2000年加入 親民黨後當選第5屆立委、任務型國大代表，2005年重返國民黨後回鍋當選第11、12、13屆議員迄今。
- 戴錫欽，曾代表 親民黨當選第9屆議員，2005年加入國民黨後回鍋當選第10、11、12、13屆議員迄今。
- 王鴻薇，曾代表 新黨當選第10屆議員，2013年加入國民黨後回鍋當選第11、12、13屆議員迄今。
- 徐巧芯，時任第13屆議員，曾任2016年總統候選人洪秀柱、朱立倫競選辦公室發言人[63][64]、前總統馬英九辦公室發言人[65]。
- 詹為元，曾任2018年臺北市市長候選人丁守中競選團隊發言人[66]。
- 滿志剛，時任台北市議員吳志剛辦公室主任[67]。
- 田方倫，曾任國民黨青年團總團長兼指定中常委、台北市議員李柏毅辦公室主任[68][69]。
- 陳俞亦，曾任台北市議員王正德辦公室主任，為時任黃國樑黨部松山區常委王正德姪子[70]。

不參選連任
- 陳永德，時任第13屆議員，曾任第7、8、9、10、11、12屆議員，2022年宣布不再爭取連任[71]。

| 任次 | 候選人 | 性別 | 加權 | 備註/民調成績    | 出線標記 |
| ---- | ------ | ---- | ---- | ---------------- | -------- |
| 4    | 王鴻薇 | 女   |      | 現任議員         |          |
| 1    | 徐巧芯 | 女   |      | 現任議員         |          |
| 5    | 秦慧珠 | 女   |      | 現任議員         |          |
| 5    | 戴錫欽 | 男   |      | 現任議員         |          |
| 0    | 詹為元 | 男   | 100% | 新人初選/73.781% |          |
| 0    | 滿志剛 | 男   | 100% | 新人初選/60.852% |          |
| 0    | 田方倫 | 男   | 100% | 新人初選/33.073% |          |
| 0    | 陳俞亦 | 男   | 100% | 新人初選/32.294% |          |

#### 民主進步黨
初選參選人
- 許淑華，隸屬新潮流系，時任第13屆議員，曾任第10、11、12屆議員。
- 洪健益，隸屬英系，時任第13屆議員，曾任第10、11、12屆議員。
- 許家蓓，隸屬正國會，時任第13屆議員，曾任第12屆議員，為第8、9屆議員許富男女兒[72][73]。
- 張文潔，隸屬英系，為時任台北市議員張茂楠女兒[74]。

不參選連任
- 張茂楠，隸屬英系，時任第13屆議員，曾任第10、11、12屆議員，2022年宣布不再競選連任[75]。由女兒張文潔接棒。

初選結果
| 任次 | 候選人 | 性別 | 加權 | 備註     | 出線標記 |
| ---- | ------ | ---- | ---- | -------- | -------- |
| 4    | 許淑華 | 女   |      | 直接提名 |          |
| 4    | 洪健益 | 男   |      | 直接提名 |          |
| 2    | 許家蓓 | 女   |      | 直接提名 |          |
| 0    | 張文潔 | 女   |      | 直接提名 |          |

#### 臺灣民眾黨
初選參選人
- 楊寶楨，時任民眾黨發言人、Hit FM聯播網《嗆新聞》節目主持人，曾任今周刊記者及研究員、非凡新聞台記者及主持人[76][77][78]。

拒絕參選
- 魏佑任，時任台北市政府副發言人，原有意參選本區議員，最終未登記黨內初選[79]。

初選結果
| 任次 | 候選人 | 性別 | 備註 | 出線標記 |
| ---- | ------ | ---- | ---- | -------- |
| 0    | 楊寶楨 | 女   |      |          |

#### 其他候選人
政黨提名
- 郭榮先，執業藥師，獲 新黨提名參選[35]。
- 林柏勛，2018年代表 樹黨參選本區議員落敗，獲 時代力量提名參選[80]。

獨立參選
- 吳崢，時任無黨籍黑潮城市發展協會理事長[81]，2018年代表 時代力量參選本區議員落敗，選後曾任台北市議員林亮君特別助理，2019年與林亮君一同退出時代力量[82]。
- 高毓安，網絡分析員、長期為中國國民黨青壯派進行政治公關工作，同時為罷免本市第五選舉區立法委員林昶佐活動負責及發言人。

不參選連任
- 邱威傑，時任無黨籍第13屆議員，曾任 歡樂無法黨總書記[83]，2022年宣布不再競選連任[84]。

### 第四選舉區

#### 中國國民黨
初選參選人
- 葉林傳，時任臺北市副議長、第13屆議員，曾任第11、12屆議員，為牛埔幫創幫幫主葉明財兒子[85]。
- 陳炳甫，時任第13屆議員，曾任第12屆議員，為第1屆議員陳重光兒子、第7、8、9、10、11屆議員陳玉梅胞弟[86]。
- 柳采葳，時任國民黨發言人，曾任TVBS新聞台主播[87]。
- 高世俊，時任臺北市議員王浩服務處主任。
- 盧威，時任國民黨台北市黨部副主委，曾任立委羅淑蕾辦公室主任[88]。

不參選連任
- 王浩，時任第13屆議員，曾任第8、9、10、11屆議員、臺北市政府社會局局長，2022年宣布不再競選連任[89]。

初選結果
| 任次 | 候選人 | 性別 | 加權 | 備註/民調成績     | 出線標記 |
| ---- | ------ | ---- | ---- | ----------------- | -------- |
| 2    | 陳炳甫 | 男   |      | 現任議員          |          |
| 3    | 葉林傳 | 男   |      | 現任議員          |          |
| 0    | 柳采葳 | 女   | 100% | 新人初選/114.638% |          |
| 0    | 高世俊 | 男   | 100% | 新人初選/35.344%  |          |
| 0    | 盧威   | 男   | 20%  | 新人初選/30.011%  |          |

#### 民主進步黨
初選參選人
- 王世堅，隸屬扁系，時任第13屆議員，曾任第8、9屆議員、第6屆立委，2008年立委連任失利後回鍋當選第11、12屆議員。
- 梁文傑，隸屬新潮流系，時任第13屆議員，曾任第11、12屆議員，為時任全國不分區立委林楚茵丈夫。
- 陳怡君，隸屬正國會，時任第13屆議員，曾任台北市議員羅宗勝助理、民進黨台北市黨部執行長，為大同區保安里里長張賦脈女兒[90]。
- 顏若芳，隸屬湧言會，曾任台北市議員簡余晏辦公室主任、第12屆議員。

初選結果
| 任次 | 候選人 | 性別 | 加權 | 備註     | 出線標記 |
| ---- | ------ | ---- | ---- | -------- | -------- |
| 5    | 王世堅 | 男   |      | 直接提名 |          |
| 3    | 梁文傑 | 男   |      | 直接提名 |          |
| 1    | 陳怡君 | 女   |      | 直接提名 |          |
| 1    | 顏若芳 | 女   |      | 直接提名 |          |

#### 臺灣民眾黨
初選參選人
- 林珍羽，曾任民眾黨創黨發言人[32]、臺北市政府副發言人[91]，為時任臺北市議員林國成女兒。

不參選連任
- 林國成，曾任 中國國民黨中山區新生里里長，2002年加入 親民黨後參選第9、10屆議員失利，2008年因時任議員蔡坤龍解職而遞補當選並連任第11、12、13屆議員迄今[92]，2019年轉投民眾黨，2022年宣布不再競選連任[46]。

初選結果
| 任次 | 候選人 | 性別 | 備註 | 出線標記 |
| ---- | ------ | ---- | ---- | -------- |
| 0    | 林珍羽 | 女   |      |          |

#### 其他候選人
政黨提名
- 徐千淳，影像製作者，獲 時代力量提名參選[80]。
- 連紹傑，獲小民參政歐巴桑聯盟提名參選[93]。
- 林婕麗，2018年原有意代表國民黨參選，但因已提名王浩而不被提名，轉以無黨籍參選，2022年再次角逐國民黨提名而落空，轉而由 新黨提名參選。

獨立參選
- 林亮君，時任無黨籍第13屆議員，曾任 民主進步黨前議員簡余晏助理、 時代力量立委林昶佐特別助理[94]，因已於2019年退出時代力量，本屆獨立參選。

### 第五選舉區

#### 中國國民黨
初選參選人
- 吳志剛，時任第13屆議員，曾任第10、11、12屆議員，為前國民黨主席吳伯雄次子、前桃園縣縣長吳志揚胞弟。
- 郭昭巖，時任第13屆議員，曾任第11、12屆議員，為第1、2、3屆議員(省轄市時期)李務本孫女、第6、7、8、9、10屆議員李仁人女兒[95]。
- 應曉薇，時任第13屆議員，曾任第11、12屆議員。
- 鍾小平，曾任 新黨第8屆議員，2002年改以無黨籍參選第9、10議員失利，2010年加入國民黨後當選第11、12、13屆議員迄今，2019年一度退出國民黨爭取代表 臺灣民眾黨參選立委無果[96]，2022年回復國民黨籍後視同新人參加初選[97]。
- 林冠勳，時任立委李德維辦公室主任[98]，曾任立委林郁方辦公室主任、立委徐榛蔚辦公室副主任[99]，2018年一度獲國民黨提名參選本區議員，後因捲入酒駕爭議退選[100]。
- 李有宜，曾任 民主進步黨立委羅致政辦公室助理[101][102]。
- 周世雄，曾任國民黨萬華區黨部主委、菜園里里長，為時任菜園里里長蔡蕙而丈夫[103][104]。

初選結果
| 任次 | 候選人 | 性別 | 加權 | 備註/民調成績 | 出線標記 |
| ---- | ------ | ---- | ---- | ------------- | -------- |
| 3    | 郭昭巖 | 女   |      | 現任議員      |          |
| 3    | 應曉薇 | 女   |      | 現任議員      |          |
| 4    | 吳志剛 | 男   |      | 現任議員      |          |
| 4    | 鍾小平 | 男   |      | 初選/52.617%  |          |
| 0    | 林冠勳 | 男   | 20%  | 初選/30.173%  |          |
| 0    | 李有宜 | 女   | 100% | 初選/25.509%  |          |
| 0    | 周世雄 | 男   | 50%  | 初選/14.227%  |          |

#### 民主進步黨
初選參選人
- 劉耀仁，隸屬扁系，時任第13屆議員，曾任第9、10、11、12屆議員。
- 吳沛憶，隸屬英系，時任第13屆議員，曾任民進黨發言人、民主學院主任。
- 邵維倫，隸屬新潮流系，時任臺北市議員周威佑辦公室主任。
- 洪婉臻，隸屬正國會，曾任立法院院長游錫堃辦公室主任[105]。
- 康家瑋，隸屬湧言會，時任龍山國際青年商會分會長[106]，為前國安會秘書長康寧祥姪孫、第3、4、5、6、7屆議員康水木孫子、第3屆國大代表康耀忠兒子[107][108]。
- 謝孟羽，隸屬民主活水，執業律師。

不參選連任
- 周威佑，隸屬新潮流系，時任第13屆議員，曾任第9、10、11、12屆議員，2022年宣布不再競選連任[109]。改推辦公室主任邵維倫參選

初選結果
| 任次 | 候選人 | 性別 | 加權 | 民調成績 | 出線標記 |
| ---- | ------ | ---- | ---- | -------- | -------- |
| 5    | 劉耀仁 | 男   |      | 24.85%   |          |
| 1    | 吳沛憶 | 女   |      | 20.31%   |          |
| 0    | 邵維倫 | 男   | 10%  | 17.69%   |          |
| 0    | 洪婉臻 | 女   | 10%  | 16.58%   |          |
| 0    | 康家瑋 | 男   |      | 10.31%   |          |
| 0    | 謝孟羽 | 男   | 10%  | 10.26%   |          |

#### 臺灣民眾黨
初選參選人
- 吳怡萱，曾任民眾黨國家治理學院公關長[110][111]。
- 張耀宇，曾任臺灣臺北地方法院法官[112]。

拒絕參選
- 林冠年，時任臺北市副市長黃珊珊辦公室秘書，原有意參選本區議員，最終未登記黨內初選[79]，轉而參選新竹縣竹北市市長。

初選結果
| 任次 | 候選人 | 性別 | 備註 | 出線標記 |
| ---- | ------ | ---- | ---- | -------- |
| 0    | 吳怡萱 | 女   |      |          |
| 0    | 張耀宇 | 男   |      |          |

#### 其他候選人
政黨提名
- 曾琳詒，時任台灣動物保護黨秘書長，代表台灣動物保護黨參選。
- 張榮法，曾任臺大學生會第12屆會長、臺北市好厝邊協會執行長，獲 新黨提名參選[35]。
- 李菁琪，曾任綠黨秘書長，獲綠黨提名參選。

獨立參選
- 徐立信，時任無黨籍第13屆議員，曾任 中國國民黨立委陳根德助理、中正區來來華廈社區管委會主委[113]，2014年退出國民黨首次參選失利，2018年在臺北市市長柯文哲與 親民黨的支持下[114]，以本區第一高票當選議員[115]，2020年獲 臺灣民眾黨徵召參選臺北市第五選舉區立委失利[116]。
- 謝和弦，以大麻合法化、萬華設立紅燈區等政見宣布參選北市第五選區。
- 吳蕚洋，前兆豐產物保險花蓮分公司經理，參選過2018年台北市長，安定力量不分區立委候選人。

### 第六選舉區

#### 中國國民黨
初選參選人
- 陳錦祥，時任臺北市議長、第13屆議員，曾任第7、8、9、10、11、12屆議員。
- 王欣儀，曾任 親民黨第9屆議員，2006年加入國民黨後當選第11、12、13屆議員迄今。
- 徐弘庭，時任第13屆議員，曾任立委周守訓特別助理、悠遊卡公司董事長連勝文特別助理、第12屆議員。
- 李柏毅，時任第13屆議員，為前 親民黨臺北市副議長、第8、9、10、11、12屆議員李新兒子。
- 鍾沛君，時任第13屆議員，為前臺北市政府民政局局長鍾則良女兒。
- 耿葳，時任第13屆議員，為第8、9、10、11、12屆議員厲耿桂芳姪女。
- 楊植斗，時任國民黨副發言人，曾任臺北市議員羅智強辦公室主任[117]。
- 高揚凱，為景美福興宮董事長高昌倫兒子[118][119]。
- 曾獻瑩，時任立委賴士葆青年總顧問，2016年代表FH 信心希望聯盟參選臺北市第六選舉區立委失利。初選時未獲提名，但以無黨籍身分參選，經國民黨中央同意。
- 周家宏，時任立委馬文君辦公室特助，曾任立委蔣乃辛服務處主任、臺北市議員王欣儀服務處副主任[120]。
- 徐正文，曾任 中国大陆北京市政協特邀委員、哈爾濱台商協會副會長、台企聯常務理事、國民黨中央委員等職[121]。

初選結果
| 任次 | 候選人 | 性別 | 加權 | 備註/民調成績    | 出線標記 |
| ---- | ------ | ---- | ---- | ---------------- | -------- |
| 1    | 李柏毅 | 男   |      | 現任議員         |          |
| 2    | 徐弘庭 | 男   |      | 現任議員         |          |
| 1    | 鍾沛君 | 女   |      | 現任議員         |          |
| 1    | 耿葳   | 女   |      | 現任議員         |          |
| 7    | 陳錦祥 | 男   |      | 現任議員         |          |
| 4    | 王欣儀 | 女   |      | 現任議員         |          |
| 0    | 楊植斗 | 男   | 100% | 新人初選/45.483% |          |
| 0    | 高揚凱 | 男   | 80%  | 新人初選/40.702% |          |
| 0    | 曾獻瑩 | 男   | 20%  | 新人初選/40.413% |          |
| 0    | 周家宏 | 男   | 80%  | 新人初選/19.267% |          |
| 0    | 徐正文 | 男   | 50%  | 新人初選/15.397% |          |

#### 民主進步黨
初選參選人
- 簡舒培，隸屬新潮流系，時任第13屆議員，曾任第12屆議員。
- 王閔生，隸屬蘇系，時任第13屆議員，曾任民進當發言人、第12屆議員。
- 趙怡翔，隸屬湧言會，曾任小英教育基金會研究員、民進黨國際事務部副主任、吳釗燮辦公室主任、中華民國駐美代表處一等諮議兼政治組組長等職[122]。
- 陳聖文，隸屬英系，為台灣仁本服務集團創辦人陳原兒子[123]。
- 詹晉鑒，隸屬正國會，時任文山區萬興里里長[124]。
- 陳唐博，隸屬綠色連線，曾任臺北市議員鍾佩玲辦公室主任[125]。

不參選連任
- 阮昭雄，隸屬湧言會，時任第13屆議員，曾任第11、12屆議員，2022年宣布不再競選連任[126]。

初選結果
| 任次 | 候選人 | 性別 | 加權 | 民調成績 | 出線標記 |
| ---- | ------ | ---- | ---- | -------- | -------- |
| 2    | 簡舒培 | 女   |      | 28.23%   |          |
| 0    | 趙怡翔 | 男   | 20%  | 23.53%   |          |
| 2    | 王閔生 | 男   |      | 18.62%   |          |
| 0    | 陳聖文 | 男   | 20%  | 16.60%   |          |
| 0    | 詹晉鑒 | 男   |      | 9.82%    |          |
| 0    | 陳唐博 | 男   | 20%  | 3.21%    |          |

#### 臺灣民眾黨
初選參選人
- 張志豪，時任臺北市政府消防局金華義消分隊長、捷安國際服務董事長，曾任中華航空機長[127]。
- 張幸松，時任民眾黨文山服務處主任，曾任 民主進步黨文山區主任[128]，2019年轉投民眾黨參選臺北市第八選舉區立委落敗。

拒絕參選
- 劉語合，為 親民黨前立委劉文雄女兒、臺北市副市長機要秘書劉瀛仁胞妹，原有意參選本區議員，最終未登記黨內初選[79]。

初選結果
| 任次 | 候選人 | 性別 | 備註 | 出線標記 |
| ---- | ------ | ---- | ---- | -------- |
| 0    | 張志豪 | 男   |      |          |
| 0    | 張幸松 | 男   |      |          |

#### 其他候選人
政黨提名
- 華珮君，時任台灣動物保護黨主席，2020年參選臺北市第八選舉區立委失利。
- 林岳龍，時任臺北市議員李慶元辦公室主任，獲提名 新黨提名參選[35]。
- 林泓泰，時任 時代力量大安文山區主任[129]。
- 苗博雅，時任社 社會民主黨第13屆議員，2016年參選臺北市第八選舉區立委失利。

獨立參選
- 林元敏，時任國立陽明交通大學口腔組織工程暨生技材料研究所所長，曾任國立陽明交通大學牙醫學系教授。
- 林穎孟，時任無黨籍第13屆議員，曾任 時代力量台北市議會黨團總召[130]。

不參選連任
- 李慶元，時任 新黨第13屆議員，曾任第8、9屆議員，2008年加入 中國國民黨後順利連任第10、11、12屆議員，2015年退出國民黨後獲 民主進步黨禮讓參選臺北市第八選舉區立委失利[131]，2018年獲 親民黨支持再度成功連任[114]，2021年回復新黨黨籍，2022年宣布不再競選連任。

### 第七選舉區

#### 中國國民黨
初選參選人
- 李芳儒，時任第13屆議員，曾當選第11、12屆議員，為第7、8、9、10屆議員李銀來兒子[132]。

初選結果
| 任次 | 候選人 | 性別 | 加權 | 備註     | 出線標記 |
| ---- | ------ | ---- | ---- | -------- | -------- |
| 3    | 李芳儒 | 男   |      | 直接提名 |          |

### 第八選舉區

#### 中國國民黨
初選參選人
- 李傅中武，時任第13屆議員，曾當選第11、12屆議員。
- 高為人，曾代表 親民黨參選第13屆議員落敗，為時任國民黨黃國基黨部主委高李茂俊女兒[133]。

初選結果
| 任次 | 候選人   | 性別 | 加權 | 備註 | 出線標記 |
| ---- | -------- | ---- | ---- | ---- | -------- |
| 3    | 李傅中武 | 男   |      |      |          |
| 0    | 高為人   | 女   |      |      |          |

## 選舉結果

### 席次及得票統計
| 政党                           | 政党                   | 票数      | %      | 席数 | +/– |
| ------------------------------ | ---------------------- | --------- | ------ | ---- | --- |
|                                | 中國國民黨             | 549,615   | 41.11  | 30   | ▲2  |
|                                | 民主進步黨             | 427,666   | 31.98  | 21   | ▲3  |
|                                | 台灣民眾黨             | 123,511   | 9.24   | 4    | ▲3  |
|                                | 社會民主黨             | 28,417    | 2.13   | 1    | ━ 0 |
|                                | 新黨                   | 27,467    | 2.05   | 1    | ▼2  |
|                                | 時代力量               | 11,767    | 0.88   | 0    | ━ 0 |
|                                | 台灣基進               | 10,186    | 0.76   | 0    | ━ 0 |
|                                | 台灣動物保護黨         | 4,480     | 0.34   | 0    | ━ 0 |
|                                | 綠黨                   | 1,704     | 0.13   | 0    | ━ 0 |
|                                | 小民參政歐巴桑聯盟     | 1,469     | 0.11   | 0    | ━ 0 |
|                                | 金色力量黨             | 816       | 0.06   | 0    | ━ 0 |
|                                | 臺灣人民共產黨         | 165       | 0.01   | 0    | ━ 0 |
|                                | 中國國家社會主義勞工黨 | 99        | 0.01   | 0    | ━ 0 |
|                                | 共和黨                 | 67        | 0.01   | 0    | ━ 0 |
|                                | 無黨籍及未經政黨推薦   | 149,662   | 11.19  | 4    | ▼3  |
| 总共                           | 总共                   | 1,337,091 | 100.00 | 61   | ▼2  |
|                                |                        |           |        |      |     |
| 有效票数                       | 有效票数               | 1,337,091 | 97.72  |      |     |
| 无效及空白票数                 | 无效及空白票数         | 31,142    | 2.28   |      |     |
| 总票数                         | 总票数                 | 1,368,233 | 100.00 |      |     |
| 已登记选民／投票率             | 已登记选民／投票率     | 2,008,789 | 68.11  |      |     |
| 资料来源：中央選舉委員會資料庫 |                        |           |        |      |     |

### 腳註
1. ↑  嗆國民黨高層沒捍衛主權 鍾小平退黨挺柯P （页面存档备份，存于）.自由時報.2019-07-09
2. ↑  鍾小平回黨恐占「青年名額」！林冠勳拚民調：我絕對比他「正派」！ （页面存档备份，存于）.放言.2022-02-18
3. ↑  林國成退出親民黨 不排除加入民眾黨 （页面存档备份，存于）.中央通訊社.2019-10-16
4. ↑  快訊》民眾黨不分區名單出爐 賴香伶第1、吳欣盈第7、學姊第13衝票 （页面存档备份，存于）.Newtalk新聞.2019-11-19
5. ↑  難忘「前東家」？民眾黨不分區林國成致詞脫口「我們宋主席」 （页面存档备份，存于）.風傳媒.2019-11-21
6. ↑  快訊／林亮君宣布退黨：時代力量已無法回應我的質問與建言 （页面存档备份，存于）.ETtoday新聞雲.2019-11-08
7. ↑  歡樂無法黨開創黨大會 選出黨主席邱威傑 （页面存档备份，存于）.中央通訊社.2019-11-14
8. ↑  歡樂不到2年！呱吉組歡樂無法黨　昨遭內政部廢黨 （页面存档备份，存于）.蘋果日報.2021-02-20
9. ↑  黃郁芬林穎孟退黨 時力北市議員歸零【聲明全文】 （页面存档备份，存于）.中央通訊社.2020-08-05
10. ↑  李慶元為「報恩」回歸　北市新黨議員達3人成立黨團 （页面存档备份，存于）.風傳媒.2021-01-07
11. ↑  接任北市副市長首日 黃珊珊：當公務員很緊張 （页面存档备份，存于）.Newtalk新聞.2019-10-16
12. ↑  羅智強今遞辭呈週四生效 稱買房遷戶籍是「必然行動」 （页面存档备份，存于）.聯合報.2022-05-09
13. ↑  .   [2022-05-15]. 原始内容存档于2022-03-23.
14. ↑  .   [2022-05-15]. 原始内容存档于2022-03-23.
15. ↑  李慶元回新黨！新黨北市議員達3人「成立黨團」　接手前時力辦公室 （页面存档备份，存于）.ETtoday新聞雲.2021-01-07
16. ↑  北市議會第3勢力組改革政團　召集人苗博雅：要改「假考察真觀光」陋習 （页面存档备份，存于）.風傳媒.2020-04-15
17. ↑  民眾黨北市黨部成立 林國成任主委 （页面存档备份，存于）.中國時報.2021-03-28
18. ↑  民調中箭落馬　汪志冰：參選到底 （页面存档备份，存于）.自由時報.2010-07-05
19. ↑  北市議員 四分之一大換血 （页面存档备份，存于）.自由時報.2010-11-28
20. ↑  都會掃描－陳碧峰議員遺缺 汪志冰遞補 （页面存档备份，存于）.中國時報.2012-05-30
21. ↑  【北市選戰】丁守中回防士林北投　「陳家班」陳重文否認倒向柯P （页面存档备份，存于）.頻果日報.2018-07-27
22. ↑  六都議員分析：台北市一選區(士林、北投)賴素如能否殺出重圍連任成功？ （页面存档备份，存于）.風傳媒.2014-10-24
23. ↑  北市議員／「美女主播」鍾佩玲、張斯綱當選　謝維洲中箭落馬 （页面存档备份，存于）.Etoday新聞雲.2018-11-25
24. ↑  .   [2022-05-15]. 原始内容存档于2022-05-15.
25. ↑  活化黨內青年甄拔管道 黃子哲出任國民黨文傳會副主委 （页面存档备份，存于）.聯合報.2018-08-16
26. ↑  8人高票落選 深耕4年再戰 （页面存档备份，存于）.中國時報.2018-02-13
27. ↑  國家認證過的！陳嘉行商標註冊成功　嗨喊：我就是焦糖哥哥 （页面存档备份，存于）.三立新聞網.2020-05-19
28. ↑  王威中、謝維洲落選 綠營票倉士北區提名6人掉3人 （页面存档备份，存于）.自由時報.2018-11-25
29. ↑  悄悄轉調至黃珊珊辦公室　「學姊」黃瀞瑩證實：業務重心做轉變 （页面存档备份，存于）.ETtoday新聞雲.2020-10-22
30. ↑  向北市府說拜拜　學姐黃瀞瑩轉戰柯P競選辦公室 （页面存档备份，存于）.ETtoday新聞雲.2018-09-01
31. ↑  【獨家】民眾黨培養人才　立委落選人進軍國會 （页面存档备份，存于）.鏡週刊.2020-01-31
32. 1 2  台灣民眾黨 創黨幹部名單曝光 （页面存档备份，存于）.中國時報.2019-08-06
33. ↑  【社子阿喜】陳思宇出身政治世家　外型亮眼受矚目 （页面存档备份，存于）.上報Up Media.2018-01-16
34. ↑  不挺姪女陳思宇！陳靜敏表態支持何志偉　柯文哲：她只有嘴巴挺，聽聽就好 （页面存档备份，存于）.風傳媒.2018-12-22
35. 1 2 3 4  新黨提7名議員人選戰北桃　6連霸李慶元接棒助理受矚目 （页面存档备份，存于）.鏡週刊.2022-05-06
36. ↑  .   [2022-05-15]. 原始内容存档于2022-05-15.
37. 1 2  金色力量新主席與百萬網美投入選戰 北市議員選舉再添變數 （页面存档备份，存于）.PeoPo 公民新聞.2022-05-04
38. ↑  金色力量再拋「社子島性專區」議題　黨主席王郁揚宣布參選士林北投議員 （页面存档备份，存于）.民生頭條.2022-05-05
39. ↑  人民最大黨成立，許榮淑擔任黨主席 （页面存档备份，存于）.PeoPo 公民新聞.2009-09-27
40. ↑  札根天母30年 獸醫楊靜宇無黨籍參選 （页面存档备份，存于）.中國時報.2017-07-24
41. ↑  太陽花學運世代參戰！ 蔡英文身旁見熟悉面孔 （页面存档备份，存于）.自由時報.2015-05-26
42. ↑  林穎孟辭去時力北市議會黨團總召 由黃郁芬接任 （页面存档备份，存于）.自由時報.2019-08-31
43. ↑  里長轉戰議員　蘇府庭誓打造嶄新士林北投 （页面存档备份，存于）.台灣地方新聞網.2022-05-04
44. ↑  台聯唯一北市議員　陳建銘年底擬以無黨籍參選 （页面存档备份，存于）.風傳媒.2018-08-11
45. ↑  台北》無黨參選 陳建銘要跳脫藍綠 體民所苦 （页面存档备份，存于）.中國時報.2018-08-29
46. 1 2  經營地方傳承交棒　北市政二代拚挺進議會 （页面存档备份，存于）.民視新聞網.2022-03-26
47. ↑  獨家／闕枚莎家族霸占防火巷　挺馬「在南港沒人敢動」 （页面存档备份，存于）.三立新聞網.2013-12-30
48. ↑  南港闕姓家族 四人逐鹿四里長 （页面存档备份，存于）.自由時報.2014-09-08
49. ↑  【最即時專題11】游淑慧大學畢業就進郝辦　20年情誼如家人 （页面存档备份，存于）.蘋果日報.2018-12-26
50. ↑  國民黨中常會通過　名嘴李明賢代文傳會主委 （页面存档备份，存于）.蘋果日報.2017-08-16
51. ↑  李明賢請辭國民黨文傳會主委　副主委唐德明代理 （页面存档备份，存于）.ETtoday新聞雲.2018-06-30
52. ↑  李彥秀回鍋選議員　藍營新人：機會讓給我們吧... （页面存档备份，存于）.民視新聞網.2022-03-12
53. ↑  北市黨部執行長懸缺 黨內人士：吳須掂誰拳頭大 （页面存档备份，存于）.中國時報.2021-05-08
54. ↑  民進黨前發言人何孟樺宣布參選北市港湖議員 要當「您的港湖代言人」 （页面存档备份，存于）.自由時報.2021-11-26
55. ↑  .   [2022-05-17]. 原始内容存档于2022-05-17.
56. ↑  呱吉不選了 支持辦公室主任投入民進黨議員初選 （页面存档备份，存于）.Newtalk新聞.2021-10-12
57. ↑  .   [2022-05-17]. 原始内容存档于2022-05-17.
58. ↑  接班卡位？藍、白派「鮮肉」新生代　布局港湖 （页面存档备份，存于）.TVBS新聞網.2020-10-02
59. ↑  民眾黨發言人接棒黃珊珊拚議員? 陳宥丞:做好現階段 （页面存档备份，存于）.民視新聞網.2020-11-19
60. ↑  民眾黨台北市黨部副主委陳宥丞：「內耗不會讓病毒消失」 （页面存档备份，存于）.閱政治.2021-06-29
61. ↑  時力推31人參選議員 陳志明轉戰北市內湖、南港區 （页面存档备份，存于）.Newtalk新聞.2022-03-11
62. ↑  正式參戰北市港湖！吳欣岱：看不下去拍沙龍照就可以選議員 （页面存档备份，存于）.民視新聞網.2022-06-24
63. ↑  26歲發言人徐巧芯是誰？　代表洪秀柱陣營上政論迎戰 （页面存档备份，存于）.ETtoday新聞雲.2015-07-28
64. ↑  國民黨新世代 26歲朱辦發言人徐巧芯不分區出線 （页面存档备份，存于）.風傳媒.2015-11-20
65. ↑  馬英九辦公室發言人 徐巧芯接任 （页面存档备份，存于）.中國時報.2016-12-03
66. ↑  藍營青年參政》松山、信義新人參選爆炸 詹為元打中立形象牌 （页面存档备份，存于）.Newtalk新聞.2022-02-04
67. ↑  國民黨台北市議員初選　吳志剛陪滿志剛領表登記 （页面存档备份，存于）.CTWANT.2022-03-24
68. ↑  議員助理、中常委、火鍋店老闆國民黨90後的斜槓青年 （页面存档备份，存于）.今日新聞NOWNEWS.2020-01-27
69. ↑  再添新血 羅智強宣布田方倫加入競選團隊 （页面存档备份，存于）.聯合報.2022-05-16
70. ↑  松信新人4搶1！黃國樑挺陳俞亦? 田方倫:行政不中立 （页面存档备份，存于）.民視新聞網.2022-04-17
71. ↑  北市議員第3選區／避免自相殘殺 陳永德棄連任 （页面存档备份，存于）.自由時報.2022-03-21
72. ↑  【老議員搶人妻4】收賄父遭控搶人妻兒　議員女兒許家蓓有苦衷 （页面存档备份，存于）.鏡新聞.2020-11-18
73. ↑  北市前議員許富男偷吃櫃姐產子 35年妻怒告小三判決出爐 （页面存档备份，存于）.中國時報.2021-11-05
74. ↑  張茂楠 女兒分憂解勞添助力 （页面存档备份，存于）.自由時報.2010-11-24
75. ↑  民進黨台北市議員34人登記初選 張茂楠不選交棒女兒 （页面存档备份，存于）.自由時報.2022-03-25
76. ↑  柯文哲也打美女牌！媒體人楊寶楨任民眾黨發言人 （页面存档备份，存于）.ETtoday新聞雲.2019-10-13
77. ↑  【政壇時光機】柯陣營第二位「學姐」！藝人、空姐錯過後從政　成民眾黨美女發言人 （页面存档备份，存于）.蘋果日報.2021-05-09
78. ↑  民眾黨發言人楊寶楨遭質疑政媒兩棲 柯文哲嗆：去看看目前媒體 （页面存档备份，存于）.聯合報.2021-09-06
79. 1 2 3  黃珊珊人馬「這3人」沒參加初選！「橘系六小福」拆夥 （页面存档备份，存于）.中國時報.2021-12-27
80. 1 2  時力公布2022選戰第四波提名　再推兩名北市議員參選人 （页面存档备份，存于）.今日新聞NOWNEWS.2022-06-06
81. ↑  公告臺灣臺北地方法院110年度法登社字第171號社團法人黑潮城市發展協會設立登記 （页面存档备份，存于）.司法院全球資訊網.2021-11-12
82. ↑  時代力量家變惡化　 林亮君、吳崢宣布退黨 （页面存档备份，存于）.風傳媒.2019-11-08
83. ↑  「歡樂無法黨」創黨 呱吉當選總書記 （页面存档备份，存于）.自由時報.2019-11-15
84. ↑  呱吉再次交棒給出議員徽章 強調吳崢價值觀相同 （页面存档备份，存于）.中國時報.2022-05-06
85. ↑  中山區「喬王」　知情人士：地位等同立院王金平 （页面存档备份，存于）.三立新聞網.2020-12-17
86. ↑  【人物】陳炳甫出身政治世家　力拼立委補選替陳玉梅了心願 （页面存档备份，存于）.蘋果日報.2018-12-11
87. ↑  柳采葳宣布參選兼國民黨發言人 「學姐」說話了 （页面存档备份，存于）.聯合報.2022-02-24
88. ↑  羅淑蕾主任踢館不成　盧威：我今天休假，先回去了 （页面存档备份，存于）.ETtoday新聞雲.2014-09-19
89. ↑  藍營北市議員初選登記 資深議員王浩不選、交棒助理 （页面存档备份，存于）.Newtalk新聞.2022-04-08
90. ↑  台北》週刊踢爆母辦餐會涉嫌買票 陳怡君：不實報導將提告 （页面存档备份，存于）.中國時報.2018-11-08
91. ↑  柯市府人事異動副發言人林珍羽請辭獲准　將投入2022議員選戰 （页面存档备份，存于）.上報Up Media.2021-09-29
92. ↑  北市議員蔡坤龍當選無效定讞 林國成遞補 （页面存档备份，存于）.台灣英文新聞網.2008-08-19
93. ↑  新興政黨搶攻9合1大選 「小歐盟」推出第1波選將 （页面存档备份，存于）.自由時報.2022-04-29
94. ↑  亮麗甜美對決》「島國女神」林亮君　從辦公室特助變身議員候選人 （页面存档备份，存于）.中天快點TV.2018-06-15
95. ↑  郭昭巖 傳承三代政治事業 （页面存档备份，存于）.中國時報.2010-11-21
96. ↑  民眾黨提名鍾小平、李婉鈺？ 柯P打槍：寧可提乾淨新人 （页面存档备份，存于）.自由時報.2019-08-17
97. ↑  鍾小平搭同舟回國民黨 黃呂錦茹：還是要跟新人初選 （页面存档备份，存于）.自由時報.2022-03-21
98. ↑  遭綠營4立委要求道歉 李德維辦公室諷：要選縣長的快出聲 （页面存档备份，存于）.中國時報.2021-04-24
99. ↑  擔任19年助理 「林郁方傳人」林冠勳決心拚議員 （页面存档备份，存于）.中國時報.2017-07-21
100. ↑  酒駕被迫退選！林冠勳質疑「被設計」　鍾小平回應「沒人叫你肇逃」 （页面存档备份，存于）.風傳媒.2018-08-29
101. ↑  獨家／藍年輕幕僚紛搶進2022 前綠營助理轉披藍袍 （页面存档备份，存于）.中國時報.2021-01-02
102. ↑  病急亂投醫2／加權百分百恐掀跳船潮　前綠營助理爭改披藍袍 （页面存档备份，存于）.CTWANT.2022-03-17
103. ↑  .   [2022-05-20]. 原始内容存档于2020-03-28.
104. ↑  涉賄選獲判無罪 前里長怒譙檢察官：選擇性辦案！ （页面存档备份，存于）.中國時報.2020-11-18
105. ↑  民進黨初選禁9大咖上看板　洪婉臻找「他」背書出奇招 （页面存档备份，存于）.三立新聞網.2022-02-24
106. ↑  .   [2022-05-20]. 原始内容存档于2022-05-20.
107. ↑  【康家瑋專訪(上)】新人輩出！中正萬華綠營六搶四 康家瑋拒「政三代」形象：年輕人不來這套 （页面存档备份，存于）.民眾新聞網.2022-02-03
108. ↑  萬華民主聖火傳承　康寧祥力推康家瑋 （页面存档备份，存于）.三立新聞網.2022-04-26
109. ↑  中正萬華超級震撼彈 5屆資深議員周威佑 宣布不參選連任 （页面存档备份，存于）.Newtalk新聞.2022-01-22
110. ↑  民眾黨挖角郭王人馬　郭辦吳怡萱、王金平幕僚蔡峻維改披柯家軍戰袍 （页面存档备份，存于）.風傳媒.2020-03-04
111. ↑  民眾黨美女公關長卸黨職　吳怡萱轉戰中正萬華市議員 （页面存档备份，存于）.CTWANT.2021-12-21
112. ↑  前法官張耀宇擬代表民眾黨選北市議員 多次開庭遲到挨罰惹議 （页面存档备份，存于）.中央通訊社.2021-11-23
113. ↑  嫌學運吵 藍營主委.里長遭起底 （页面存档备份，存于）.民視新聞網.2014-04-04
114. 1 2  北市議員選戰》親民黨成立「台北監督連線」　與無黨籍合作力拼6席 （页面存档备份，存于）.風傳媒.2018-05-06
115. ↑  徐立信大黑馬 打趴藍綠戰將 （页面存档备份，存于）.中國時報.2018-11-25
116. ↑  影／民眾黨公佈8區域立委！徐立信接受徵召：我不會爬樹　很會服務 （页面存档备份，存于）.ETtoday新聞雲.2019-09-22
117. ↑  羅智強不連任了點名交棒給「他」 楊植斗回應了 （页面存档备份，存于）.中國時報.2022-02-04
118. ↑  十五份福興宮頒發救濟金 馬英九與民眾趣味問答 （页面存档备份，存于）.自由時報.2022-01-19
119. ↑  國民黨新人高揚凱參戰大安文山議員，前行政院秘書長、法務部長力挺 （页面存档备份，存于）.閱政治.2022-03-06
120. ↑  品觀點｜乃公子弟兵 青年成家負擔感同身受｜政治 （页面存档备份，存于）.民眾新聞網.2022-04-21
121. ↑  徐正文曾任北京政協特邀委員可競選？陸委會：不違法 （页面存档备份，存于）.聯合報.2022-04-21
122. ↑  【口譯哥辭官】趙怡翔一路獲蔡英文、吳釗燮重用　AIT也力挺「表現很優秀」 （页面存档备份，存于）.PChome新聞.2021-04-17
123. ↑  殯葬跨政壇　「仁本」二代擬披綠袍選議員 （页面存档备份，存于）.TVBS新聞網.2021-03-15
124. ↑  「少年里長伯」詹晉鑒　力拚大安文山議員初選 （页面存档备份，存于）.民視新聞網.2022-04-21
125. ↑  品觀點｜資深幕僚青年 大安出身文山長大｜政治 （页面存档备份，存于）.民眾新聞網.2022-04-18
126. ↑  阮昭雄宣布備戰2024年立委 不再參與明年議員連任 （页面存档备份，存于）.中國時報.2021-10-03
127. ↑  張志豪期盼醫療專機法規跟上潮流 （页面存档备份，存于）.聯合報.2021-05-21
128. ↑  民進黨8區服務處主任抗議 勿提名政治素人 （页面存档备份，存于）.民報.2014-06-16
129. ↑  補刀林穎孟？前戰友參選宣布：自主公開公費 （页面存档备份，存于）.中國時報.2022-03-23
130. ↑  林穎孟任時力議會黨團總召 籲議長人選需承諾議會改革 （页面存档备份，存于）.Newtalk新聞.2018-12-07
131. ↑  被反彈也要禮讓李慶元參選 民進黨高層的考量是... （页面存档备份，存于）.風傳媒.2015-10-21
132. ↑  北市議會最高顧問李銀來先生公祭 （页面存档备份，存于）.自立晚報.2019-12-18
133. ↑  高李茂俊接任國民黨黃國基黨部主委 （页面存档备份，存于）.臺灣導報.2021-06-01